# 싸인 시커: 여섯 개의 빛을 찾아서
《싸인 시커: 여섯 개의 빛을 찾아서》(영어: The Seeker 혹은 The Seeker: The Dark Is Rising)는 2007년 공개된 미국의 가족 판타지 모험 드라마 영화이다.
2007년 10월 5일 20세기 폭스가 폭스월든으로 알려진 새로운 합작 투자 파트너십을 통해 개봉한 이 영화는 흥행 성적이 저조했고, 평단과 책 시리즈 팬들에게 비난을 받았다.

## 줄거리
윌 스탠턴은 14번째 생일을 앞두고, 자신이 '빛'의 전사 집단의 마지막 후예임을 알게 된다. '빛'은 고대로부터 악의 세력인 '어둠'과 맞서 싸워왔고, 윌은 어둠에 대항하기 위해 시간 여행을 하며 여섯 개의 표식을 찾아야 한다.
그의 여정은 크리스마스 파티에서 시작된다. 파티 후 정체불명의 기사 '라이더'가 윌을 공격하지만, 고대 전사 집단인 '올드 원스'가 나타나 그를 구한다. 윌은 자신이 일곱째 아들의 일곱째 아들로서 특별한 힘을 갖고 있음을 알게 되고, 그 힘은 14번째 생일에 발현된다.
윌은 첫 번째 표식을 찾고, 시간 여행을 통해 나머지 표식을 찾아 나선다. 라이더 역시 표식을 찾고 있으며, 윌을 방해하기 위해 묘령의 인물을 고용한다. 윌은 같은 마을의 매기에게 호감을 느끼지만, 그녀는 사실 라이더를 돕는 마녀였다. 윌의 형 맥스는 라이더의 마법에 조종당하지만, 윌의 힘으로 정신을 차린다.
윌은 다섯 번째 표식까지 찾지만 마지막 표식이 없어 어둠은 더욱 강력해진다. 매기는 라이더에게 배신당하고 늙어 죽는다. 윌과 올드 원즈는 대사원으로 피신하지만, 라이더는 윌의 가족 목소리를 흉내내어 침입에 성공한다. 라이더는 윌의 쌍둥이 형제인 톰을 인질로 잡고 있었고, 윌은 어둠의 구름 속으로 끌려 들어간다.
어둠 속에서 윌은 마지막 표식이 자기 자신임을 깨닫고, 여섯 개의 표식이 모두 모여 라이더를 물리친다. 윌과 톰은 재회하고, 가족 품으로 돌아간다.

## 출연진
- 알렉산더 러드위그
- 크리스토퍼 에클스턴
- 이언 맥셰인
- 프랜시스 콘로이
- 웬디 크루슨
- 존 벤저민 히키
- 그레고리 스미스
- 제임스 코즈모
- 짐 피덕
- 드루 타일러 벨
- 어밀리아 워너
- 에드먼드 엔틴, 게리 엔틴
- 에마 록하트

## 기타 제작진
- 미술: 데이비드 리
- 의상: 비닐라 버넘